# Niels Bruno Schmidt
Niels Bruno Schmidt (* 1975 in Berlin) ist ein deutscher Schauspieler.

## Leben
Schmidt wirkt seit 1993 in zahlreichen Kino- und Fernsehfilmen sowie Fernsehserien mit. Für seine Rolle im Film Schicksalsspiel gewann er 1994 den Adolf-Grimme-Preis (zusammen mit Bernd Schadewald und Nicolette Krebitz). Bekannt wurde Schmidt im Jahr 2000 – an der Seite von Jasmin Schwiers und Daniel Brühl – durch den Kinofilm Schule.
Seit 2002 hatte er eine feste Rolle als ein Kommissar in der Sat.1-Fernsehserie Der Elefant – Mord verjährt nie. Außerdem spielte er 2004 im Film Autobahnraser mit. Schmidt spielt die Rolle des Jan-Carl Raspe in der Buchverfilmung Der Baader Meinhof Komplex.

## Filmografie (Auswahl)
- 1992: Inge, April und Mai
- 1993: Schicksalsspiel
- 1994: Tatort: Jetzt und Alles (Fernsehreihe)
- 1995: Alles außer Mord
- 1995: Nikolaikirche
- 1997: Hunger – Sehnsucht nach Liebe
- 1997: Der Hauptmann von Köpenick
- 1997: Wilde Zeiten (Fernsehserie)
- 1997–2016: Ein Fall für zwei (Fernsehserie, verschiedene Rollen, 4 Folgen)
- 1998: Stubbe – Von Fall zu Fall – Stubbe und das fremde Mädchen (Fernsehreihe)
- 1998–2011: Alarm für Cobra 11 – Die Autobahnpolizei (Fernsehserie, verschiedene Rollen, 4 Folgen)
- 1998, 2008: Im Namen des Gesetzes (Fernsehserie, verschiedene Rollen, 2 Folgen)
- 1998–2016: SOKO München (Fernsehserie, verschiedene Rollen, 6 Folgen)
- 1999: Der Hurenstreik – Eine Liebe auf St. Pauli
- 1999: Die Häupter meiner Lieben
- 1999: Schnee in der Neujahrsnacht
- 1999: Schrei – denn ich werde dich töten!
- 2000: Tödliche Wildnis – Sie waren jung und mussten sterben
- 2000: Tatort: Der Trippler
- 2000: Schule
- 2000: Die Rettungsflieger (Fernsehserie, Folge Abschied von Thomas)
- 2001: Polizeiruf 110: Angst (Fernsehreihe)
- 2001: Auf Herz und Nieren
- 2003: Die Klasse von ’99 – Schule war gestern, Leben ist jetzt
- 2003: Berlin, Berlin (Fernsehserie, 2 Folgen)
- 2003: Bei aller Liebe (Fernsehserie, 9 Folgen)
- 2003–2004: Der letzte Zeuge (Fernsehserie, 7 Folgen)
- 2004: Autobahnraser
- 2004: Pura Vida Ibiza
- 2004–2006: Der Elefant – Mord verjährt nie (Fernsehserie, 21 Folgen)
- 2004, 2014: SOKO Leipzig (Fernsehserie, verschiedene Rollen, 2 Folgen)
- 2005: Der Dicke (Fernsehserie, Folge Gemischte Gefühle)
- 2006: Tatort: Schlaflos in Weimar
- 2006: Balko (Fernsehserie, Folge Sauber eingelocht)
- 2007: Tatort: Engel der Nacht
- 2007: KDD – Kriminaldauerdienst (Fernsehserie, Folge Fragen der Ehre)
- 2007: Das Inferno – Flammen über Berlin
- 2007: Keinohrhasen
- 2008: Der Baader Meinhof Komplex
- 2008: Pfarrer Braun – Die Gärten des Rabbiners
- 2008: Spiel mir das Lied und du bist tot!
- 2009: Spreewaldkrimi: Der Tote im Spreewald (Fernsehreihe)
- 2009: Pandorum
- 2009–2017: Die Rosenheim-Cops (Fernsehserie, verschiedene Rollen, 4 Folgen)
- 2009–2015: Der Alte (Fernsehserie, verschiedene Rollen, 3 Folgen)
- 2010: Großstadtrevier (Fernsehserie, Folge Knochenbrecher)
- 2010–2013: Der Landarzt (Fernsehserie, 32 Folgen)
- 2011: SOKO Kitzbühel (Fernsehserie, Folge Ein klarer Schnitt)
- 2011: SOKO Stuttgart (Fernsehserie, Folge Brautschau)
- 2011: Bermuda-Dreieck Nordsee
- 2011: Rosa Roth – Bin ich tot? (Fernsehreihe)
- 2012: Flemming (Fernsehserie, Folge Der Mord des Jahrhunderts)
- 2013: Der Staatsanwalt (Fernsehserie, Folge Mitten ins Herz)
- 2013: SOKO Köln (Fernsehserie, Folge Tödliche Sprechstunde)
- 2013: Heiter bis tödlich – Akte Ex (Fernsehserie, Folge Verlorene Nacht)
- 2014: Heiter bis tödlich – Hauptstadtrevier (Fernsehserie, Folge Alles Gangsta)
- 2014: Tatort: Brüder
- 2014: Polizeiruf 110: Käfer und Prinzessin
- 2014: Polizeiruf 110: Abwärts
- 2014: Honig im Kopf
- 2014: Heiter bis tödlich – Hubert und Staller (Fernsehserie, Folge Eine todsichere Masche)
- 2015: Halbe Brüder
- 2015: Notruf Hafenkante (Fernsehserie, Folge Fingerspitzengefühl)
- 2015: Der Kriminalist (Fernsehserie, Folge Im Namen des Vaters)
- 2015: Die Neue
- 2016: Tatort: Der große Schmerz
- 2016: Tatort: Fegefeuer
- 2017: Eva über Bord
- 2017: Der junge Karl Marx (Le jeune Karl Marx)
- 2017: Letzte Spur Berlin (Fernsehserie, Folge Existenzkampf)
- 2018: Tatort: Déjà-vu
- 2018: Notruf Hafenkante (Fernsehserie, Folge Vergebung)
- 2018: Dogs of Berlin
- 2018: Abgeschnitten
- 2020: Die Hochzeit
- 2020: Morden im Norden (Fernsehserie, Folge Romeo und Julia)
- 2021: Sløborn (Fernsehserie)
- 2022: Tatort: Die Blicke der Anderen (Fernsehreihe)
- 2022: Der Alte – Folge 448: Tod am Kliff
- 2024: Hubert ohne Staller (Fernsehserie, Folge Geständnis aus der Zukunft)
- 2024: Alles gelogen (Fernsehfilm)
- 2024: Die Ermittlung

## Auszeichnungen
- 1994: Adolf-Grimme-Preis für Schicksalsspiel